# Artur Ludkowski
Artur Ludkowski (lit. Artur Liudkovski; ur. 13 października 1971 w Niemenczynie) – litewski ekonomista, przedsiębiorca, działacz polskiej mniejszości narodowej na Litwie. W latach 2007–2009 wicemer Wilna. Obecnie dyrektor Domu Polskiego w Wilnie oraz doradca premiera Litwy Gintautasa Paluckasa.

## Życiorys
W latach 1989–1994 studiował na Wydziale Ekonomicznym Uniwersytetu Wileńskiego.
Po ukończeniu studiów pracował m.in. w centralnym domu towarowym w Wilnie. W latach 1999–2001 kierował działem w spółce „Baldų rūmai”. W 2001 wygrał konkurs na dyrektora nowo utworzonego Domu Kultury Polskiej w Wilnie. Funkcję tę pełni do dzisiaj. 
W 2003 został wybrany do rady miejskiej Wilna jako kandydat Akcji Wyborczej Polaków na Litwie, a w 2007 uzyskał reelekcję. Po utworzeniu przez AWPL koalicji z Porządkiem i Sprawiedliwością oraz Litewską Partią Socjaldemokratyczną w kwietniu 2007 objął funkcję wicemera Wilna. Był pierwszym w historii Polakiem, który objął tak wysokie stanowisko we władzach litewskiego Wilna. 11 lutego 2009 rada miejska uchwaliła wotum nieufności wobec władz Wilna, odwołując tym samym Ludkowskiego z zajmowanego stanowiska.
W 2008 był kandydatem AWPL w wyborach do Sejmu w nowomiejskim okręgu jednomandatowym oraz na liście krajowej, jednak nie zdobył miejsca w parlamencie. Bez powodzenia ubiegał się o mandat poselski w wyborach w 2012 i 2016. Nie kandydował w wyborach w 2020 i 2024. 
W 2017 został doradcą premiera Sauliusa Skvernelisa ds. mniejszości narodowych, następnie zaś, w tym samym zakresie, nowej szefowej rządu Ingridy Šimonytė. W styczniu 2025 objął funkcję doradcy premiera Gintautasa Paluckasa ds. dwustronnych relacji polsko-litewskich.
Należał do działającego przy Uniwersytecie Wileńskim „Klubu Włóczęgów” oraz był tancerzem w zespole artystycznym „Wileńszczyzna”. 

## Odznaczenia
- Krzyż Komandorski Orderu Zasługi Rzeczypospolitej Polskiej (2023)[8][9]
- Krzyż Oficerski Orderu Zasługi Rzeczypospolitej Polskiej (2018)[10][11]
- Krzyż Kawalerski Orderu Zasługi Rzeczypospolitej Polskiej (2013)[12][11]
- Złoty Krzyż Zasługi (2006)[13]